# Liste des missions spatiales habitées depuis 2021
La liste des missions habitées depuis 2021 est une liste détaillée des vols spatiaux habités depuis le 1er janvier 2021.
- Orange signale les accidents mortels.
- Vert signale les vols suborbitaux.

| suite de Liste des missions spatiales habitées entre 2011 et 2020 |                                                                                                  |                                      |                                    |                                    |                                                                                    |      |
| Patch                                                             | Équipage                                                                                         | Date de lancement                    | Séjour                             | Date de retour                     | Résumé de la mission                                                               | Réf. |
| Lancements en 2021                                                |                                                                                                  |                                      |                                    |                                    |                                                                                    |      |
|                                                                   | Oleg Novitski Piotr Doubrov Mark T. Vande Hei                                                    | 9 avril 2021 Soyouz MS-18            | ISS                                | 17 octobre 2021 Soyouz MS-18       | Rotation de l'équipage permanent de l'ISS (Expédition 64/65).                      |      |
| Patch de la mission SpaceX Crew-2                                 | Robert Shane Kimbrough Megan McArthur Akihiko Hoshide Thomas Pesquet                             | 23 avril 2021 SpaceX Crew-2          | ISS                                | 9 novembre 2021 SpaceX Crew-2      | Rotation de l'équipage permanent de l'ISS (Expédition 65/66).                      |      |
|                                                                   | Nie Haisheng Liu Boming Tang Hongbo                                                              | 17 juin 2021 Shenzhou 12             | SSC                                | 17 septembre 2021 Shenzhou 12      | Première mission habitée vers la SSC.                                              |      |
|                                                                   | Jeff Bezos Mark Bezos Wally Funk Oliver Daemen                                                   | 20 juillet 2021 Blue Origin NS-16    | 20 juillet 2021 Blue Origin NS-16  | 20 juillet 2021 Blue Origin NS-16  | Premier vol habité de New Shepard                                                  |      |
|                                                                   | Jared Isaacman Sian Proctor Hayley Arceneaux Christopher Sembroski                               | 16 septembre 2021 Inspiration4       | Orbite circulaire 585 km           | 18 septembre 2021 Inspiration4     | Première mission privée du Crew Dragon.                                            |      |
|                                                                   | Anton Chkaplerov Klim Chipenko Ioulia Peressild                                                  | 5 octobre 2021 Soyouz MS-19          | ISS                                | 30 mars 2022 Soyouz MS-19          |                                                                                    |      |
|                                                                   | Chris Boshuizen Glen de Vries William Shatner Audrey Powers                                      | 13 octobre 2021 Blue Origin NS-17    | 13 octobre 2021 Blue Origin NS-17  | 13 octobre 2021 Blue Origin NS-17  | Deuxième vol habité de New Shepard                                                 |      |
|                                                                   | Zhai Zhigang Wang Yaping Ye Guangfu                                                              | 15 octobre 2021 Shenzhou 13          | SSC                                | 16 avril 2022 Shenzhou 13          | Deuxième mission habitée vers la SSC.                                              |      |
| Patch de la mission SpaceX Crew-3                                 | Raja Chari Thomas Marshburn Kayla Barron Matthias Maurer                                         | 11 novembre 2021 SpaceX Crew-3       | ISS                                | 6 mai 2022 SpaceX Crew-3           | Rotation de l'équipage permanent de l'ISS (Expédition 66/67).                      |      |
|                                                                   | Alexandre Missourkine Yūsaku Maezawa Yozo Hirano                                                 | 8 décembre 2021 Soyouz MS-20         | ISS                                | 20 décembre 2021 Soyouz MS-20      | Mission Space Adventures.                                                          |      |
|                                                                   | Michael Strahan Laura Shepard Churchley Dylan Taylor Evan Dick Lane Bess Cameron Bess            | 11 décembre 2021 Blue Origin NS-19   | 11 décembre 2021 Blue Origin NS-19 | 11 décembre 2021 Blue Origin NS-19 | Troisième vol habité de New Shepard                                                |      |
| Lancements en 2022                                                |                                                                                                  |                                      |                                    |                                    |                                                                                    |      |
|                                                                   | Oleg Artemiev Denis Matveïev Sergueï Korsakov                                                    | 18 mars 2022 Soyouz MS-21            | ISS                                |                                    | Rotation de l'équipage permanent de l'ISS (Expédition 67/68).                      |      |
|                                                                   | Marty Allen Sharon Hagle Marc Hagle Gary Lai Jim Kitchen George Nield                            | 31 mars 2022 Blue Origin NS-20       | 31 mars 2022 Blue Origin NS-20     | 31 mars 2022 Blue Origin NS-20     | Quatrième vol habité de New Shepard                                                |      |
|                                                                   | Michael López-Alegría Larry Connor Eytan Stibbe Mark Pathy                                       | 8 avril 2022 SpaceX Axiom Space-1    | ISS                                | 25 avril 2022 SpaceX Axiom Space-1 | Première mission d'Axiom Space.                                                    |      |
| Patch de la mission SpaceX Crew-4                                 | Kjell N. Lindgren Robert Hines Samantha Cristoforetti Jessica Watkins                            | 27 avril 2022 SpaceX Crew-4          | ISS                                | 14 octobre 2022 SpaceX Crew-4      | Rotation de l'équipage permanent de l'ISS (Expédition 67/68).                      |      |
|                                                                   | Evan Dick Katya Echazarreta Hamish Harding Victor Correa Hespanha Jaison Robinson Victor Vescovo | 4 juin 2022 Blue Origin NS-21        | 4 juin 2022 Blue Origin NS-21      | 4 juin 2022 Blue Origin NS-21      | Cinquième vol habité de New Shepard                                                |      |
|                                                                   | Chen Dong Liu Yang Cai Xuzhe                                                                     | 5 juin 2022 Shenzhou 14              | SSC                                |                                    | Troisième mission habitée vers la SSC.                                             |      |
|                                                                   | Coby Cotton Mário Ferreira Vanessa O'Brien Clint Kelly III Sara Sabry Steve Young                | 4 août 2022 Blue Origin NS-22        | 4 août 2022 Blue Origin NS-22      | 4 août 2022 Blue Origin NS-22      | Sixième vol habité de New Shepard                                                  |      |
|                                                                   | Sergueï Prokopiev Dimitri Peteline Francisco Rubio                                               | 21 septembre 2022 Soyouz MS-22       | ISS                                |                                    | Rotation de l'équipage permanent de l'ISS (Expédition 68/69).                      |      |
| Patch de la mission SpaceX Crew-5                                 | Nicole Mann Josh A. Cassada Kōichi Wakata Anna Kikina                                            | 5 octobre 2022 SpaceX Crew-5         | ISS                                | 12 mars 2023 SpaceX Crew-5         | Rotation de l'équipage permanent de l'ISS (Expédition 68/69).                      |      |
|                                                                   | Fei Junlong Deng Qingming Zhang Lu                                                               | 29 novembre 2022 Shenzhou 15         | SSC                                | 3 juin 2023 Shenzhou 15            | Rotation de l'équipage permanent de la SSC. Quatrième mission habitée vers la SSC. |      |
| Lancements en 2023                                                |                                                                                                  |                                      |                                    |                                    |                                                                                    |      |
| Patch de la mission SpaceX Crew-6                                 | Stephen Bowen Warren Hoburg Sultan Al Neyadi Andreï Fediaïev                                     | 2 mars 2023 SpaceX Crew-6            | ISS                                | 4 septembre 2023 SpaceX Crew-6     |                                                                                    |      |
|                                                                   | Peggy Whitson John Shoffner Ali Al-Qarni Rayyanah Barnawi                                        | 21 mai 2023 SpaceX Axiom Space-2     | ISS                                | 31 mai 2023 SpaceX Axiom Space-2   | Deuxième mission d'Axiom Space.                                                    |      |
|                                                                   | Jing Haipeng Zhu Yangzhu Gui Haichao                                                             | 30 mai 2023 Shenzhou 16              | SSC                                |                                    | Rotation de l'équipage permanent de la SSC. Cinquième mission habitée vers la SSC. |      |
| Patch de la mission SpaceX Crew-7                                 | Jasmin Moghbeli Andreas Mogensen Satoshi Furukawa Konstantin Borissov                            | 26 août 2023 SpaceX Crew-7           | ISS                                |                                    | Rotation de l'équipage permanent de l'ISS (Expédition 69/70).                      |      |
|                                                                   | Oleg Kononenko Nikolaï Tchoub Loral O'Hara                                                       | 15 septembre 2023 Soyouz MS-24       | ISS                                |                                    | Rotation de l'équipage permanent de l'ISS (Expédition 70/71).                      |      |
|                                                                   | Tang Hongbo Tang Shengjie Jiang Xinlin                                                           | 26 octobre 2023 Shenzhou 17          | SSC                                |                                    | Rotation de l'équipage permanent de la SSC. Sixième mission habitée vers la SSC.   |      |
| Lancements en 2024                                                |                                                                                                  |                                      |                                    |                                    |                                                                                    |      |
|                                                                   | Michael López-Alegría Walter Villadei Alper Gezeravcı Marcus Wandt                               | 18 janvier 2024 SpaceX Axiom Space-3 | ISS                                |                                    | Troisième mission d'Axiom Space.                                                   |      |
| Patch de la mission SpaceX Crew-8                                 | Matthew Dominick Michael Barratt Jeanette Epps Alexandre Grebionkine                             | 4 mars 2024 SpaceX Crew-8            | ISS                                |                                    | Rotation de l'équipage permanent de l'ISS                                          |      |
|                                                                   | Oleg Novitski Marina Vassilievskaïa Tracy Caldwell                                               | 23 mars 2024 Soyouz MS-25            | ISS                                |                                    | Rotation de l'équipage permanent de l'ISS (Expédition 71/72).                      |      |
|                                                                   | Ye Guangfu Li Cong Li Guangsu                                                                    | 25 avril 2024 Shenzhou 18            | SSC                                |                                    | Rotation de l'équipage permanent de la SSC. Septième mission habitée vers la SSC.  |      |
|                                                                   | Jared Isaacman Scott Poteet Sarah Gillis Anna Menon                                              | 10 septembre 2024 Polaris Dawn       | Orbite elliptique                  |                                    |                                                                                    |      |
|                                                                   | Alexeï Ovtchinine Ivan Vagner Donald Pettit                                                      | 11 septembre 2024 Soyouz MS-26       | ISS                                |                                    | Rotation de l'équipage permanent de l'ISS (Expédition 72/73).                      |      |
| Patch de la mission SpaceX Crew-9                                 | Nick Hague Alexandre Gorbounov                                                                   | 28 septembre 2024 SpaceX Crew-9      | ISS                                |                                    | Rotation de l'équipage permanent de l'ISS                                          |      |
|                                                                   | Cai Xuzhe Song Lingdong Wang Haoze                                                               | 29 octobre 2024 Shenzhou 19          | SSC                                |                                    | Rotation de l'équipage permanent de la SSC. Huitième mission habitée vers la SSC.  |      |
| Lancements en 2025                                                |                                                                                                  |                                      |                                    |                                    |                                                                                    |      |
| Patch de la mission SpaceX Crew-10                                | Anne McClain Nichole Ayers Takuya Onishi Kirill Peskov                                           | 14 mars 2025 SpaceX Crew-10          | ISS                                |                                    | Rotation de l'équipage permanent de l'ISS (Expédition 73/74).                      |      |
|                                                                   | Jannicke Mikkelsen Rabea Rogge Chun Wang Eric Philips                                            | 1er avril 2025 Fram2                 | Orbite polaire                     |                                    |                                                                                    |      |
|                                                                   | Sergueï Ryjikov Alexeï Zoubritski Jonny Kim                                                      | 8 avril 2025 Soyouz MS-27            | ISS                                |                                    | Rotation de l'équipage permanent de l'ISS (Expédition 73/74).                      |      |
|                                                                   | Chen Dong Chen Zhongrui Wang Jie                                                                 | 24 avril 2025 Shenzhou 20            | SSC                                |                                    | Rotation de l'équipage permanent de la SSC. Neuvième mission habitée vers la SSC.  |      |
|                                                                   | Peggy Whitson Shubhanshu Shukla Sławosz Uznański-Wiśniewski Tibor Kapu                           | 25 juin 2025 SpaceX Axiom Space-4    | ISS                                |                                    | Quatrième mission d'Axiom Space.                                                   |      |
| Patch de la mission SpaceX Crew-11                                | Zena Cardman Mike Fincke Kimiya Yui Oleg Platonov                                                | 1er août 2025 SpaceX Crew-11         | ISS                                |                                    | Rotation de l'équipage permanent de l'ISS (Expédition 74/75).                      |      |